# Ajedrez del mensajero

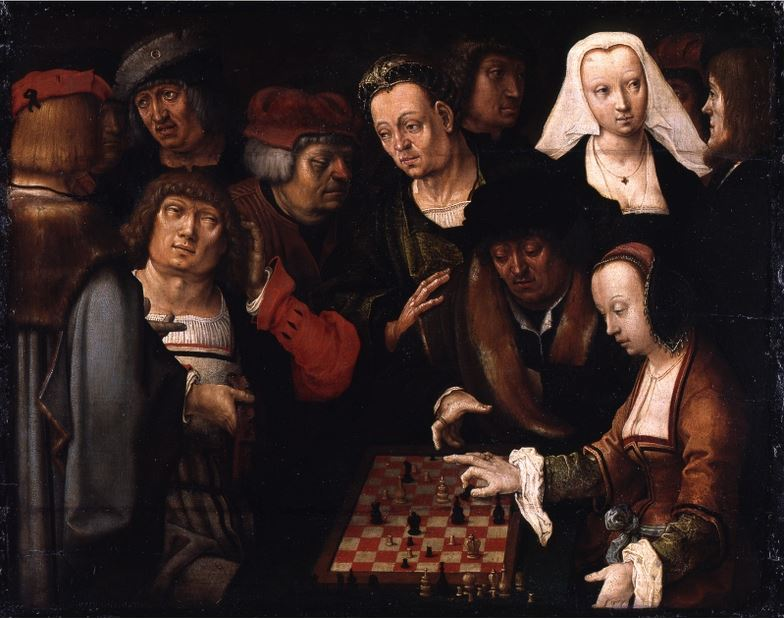
Los Jugadores de ajedrez por Lucas van Leyden

El ajedrez del mensajero (kurierspiel en alemán) es un juego de tablero de la familia del ajedrez. Se sabe que la forma original se ha jugado por lo menos durante seiscientos años, tras lo cual fue sustituida por una forma más moderna. Fue pionero al incluir al alfil moderno, y probablemente jugó un papel en la evolución del ajedrez moderno desde el ajedrez medieval.

## Reglas
El ajedrez del mensajero es jugado en un tablero de ocho por doce. Las evidencias literarias y artísticas indican que el tablero estaba pintado de blanco y negro alternadamente, pero no hay reglas acerca de cuáles eran los escaques oscuros. En la práctica no está definido, pero es común jugar con la punta clara a la derecha. El rey comienza situándose en el escaque de su color (f1 y f8 en la notación algebraica). El rey se mueve un escaque en cualquier dirección, pero no puede ser colocado o dejado en una posición de jaque. No hay enroque. Próximo al rey, en e1 y e8, se sitúa el rath o mann, el consejero o secuaz, el cual se mueve un escaque en cualquier dirección, pero se lo puede dejar indefenso. En el otro escaque central, en g1 y g8, está la reina, la cual tiene el movimiento de la alferza: un escaque en diagonal. Al otro lado de la reina, en h1 y h8, se posiciona la pieza conocida como schleich (soplón o contrabandista) o trülle, y a veces representado como un bufón, el cual se mueve un escaque ortogonalmente. Las piezas de ambos lados se "reflejan" de esta manera. En d1, i1, d8, e i8 se sitúa la pieza que le da su nombre al juego: el Mensajero, kurier o läufer, el corredor, el cual le da su nombre al alfil en alemán. Este se mueve igual que el alfil moderno. Próxima a ésta, en c1, j1, c8, y j8, está el schütze, también llamado "hombre viejo" o "arquero": el alfil medieval, que salta un espacio diagonalmente, hasta el segundo escaque. En b1, k1, b8, y k8 está el caballo, y en las esquinas la torre.

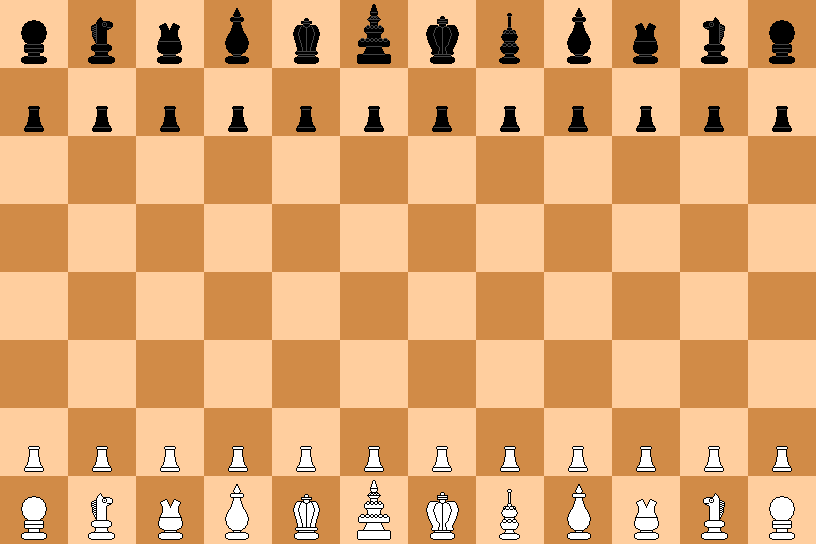
Diagrama de la posición inicial del juego basada en la pintura de Lucas van Leyden.

La segunda fila está ocupada por los peones. Estos se mueven un escaque hacia delante, capturando al avanzar un escaque en diagonal, excepto que al comienzo del juego cada jugador debe mover los peones de sus torres, el de su reina, y a su reina misma dos escaques hacia delante. Cada salto de dos escaques por una columna se llama freudensprung (en español "salto de alegría"). La regla original para la promoción del peón es desconocida. La norma estándar medieval decía que cuando un peón llegaba a la fila más lejana se promovía a una reina medieval.